# Ефективність інтернет-реклами
Ефективність інтернет-реклами є одним із предметів аналізу інтернет-маркетингу.

## Показники ефективності
Первинними показниками, що використовуються при оцінці відвідуваності рекламованого сайту та аналізі ефективності інтернет-реклами, є наступні:
CTR (англ. Click-Through Rate) — основний показник ефективності інтернет-реклами, клікабельність. CTR вимірюється у відсотках та є важливим показником ефективності роботи рекламного повідомлення.
{\displaystyle CTR={\frac {N_{click}}{N_{view}}}\cdot 100\%}
де {\displaystyle N_{click}} — кількість натискань на рекламне повідомлення, {\displaystyle N_{view}} кількість показів рекламного повідомлення відвідувачу веб-сайту.
При аналізі ефективності слід враховувати, що, наприклад, для медійної реклами значення CTR набагато менш важливе, ніж кількість показів, тому для аналізу ефективності потрібні й інші параметри. CTR залежить від виду рекламного повідомлення та обставин його показу.
VTR (View-Through-Rate) — показник суб'єктивної привабливості рекламного засобу, оцінюється як відсоткове співвідношення кількості переглядів до показів рекламного повідомлення.